# Holme, Kirklees
Holme är en by i civil parish Holme Valley, i distriktet Kirklees, i grevskapet West Yorkshire, i England. Byn är belägen 11 km från Huddersfield. Holme var en civil parish 1866–1938 när blev den en del av Holmefirth och Dunford. Civil parish hade 368 invånare år 1931. Holme var ett distrikt 1894–1938 när blev den en del av Holmfirth och Penistone. Byn nämndes i Domedagsboken (Domesday Book) år 1086, och kallades då Holne/Holne.